# Guillaume din Gellone

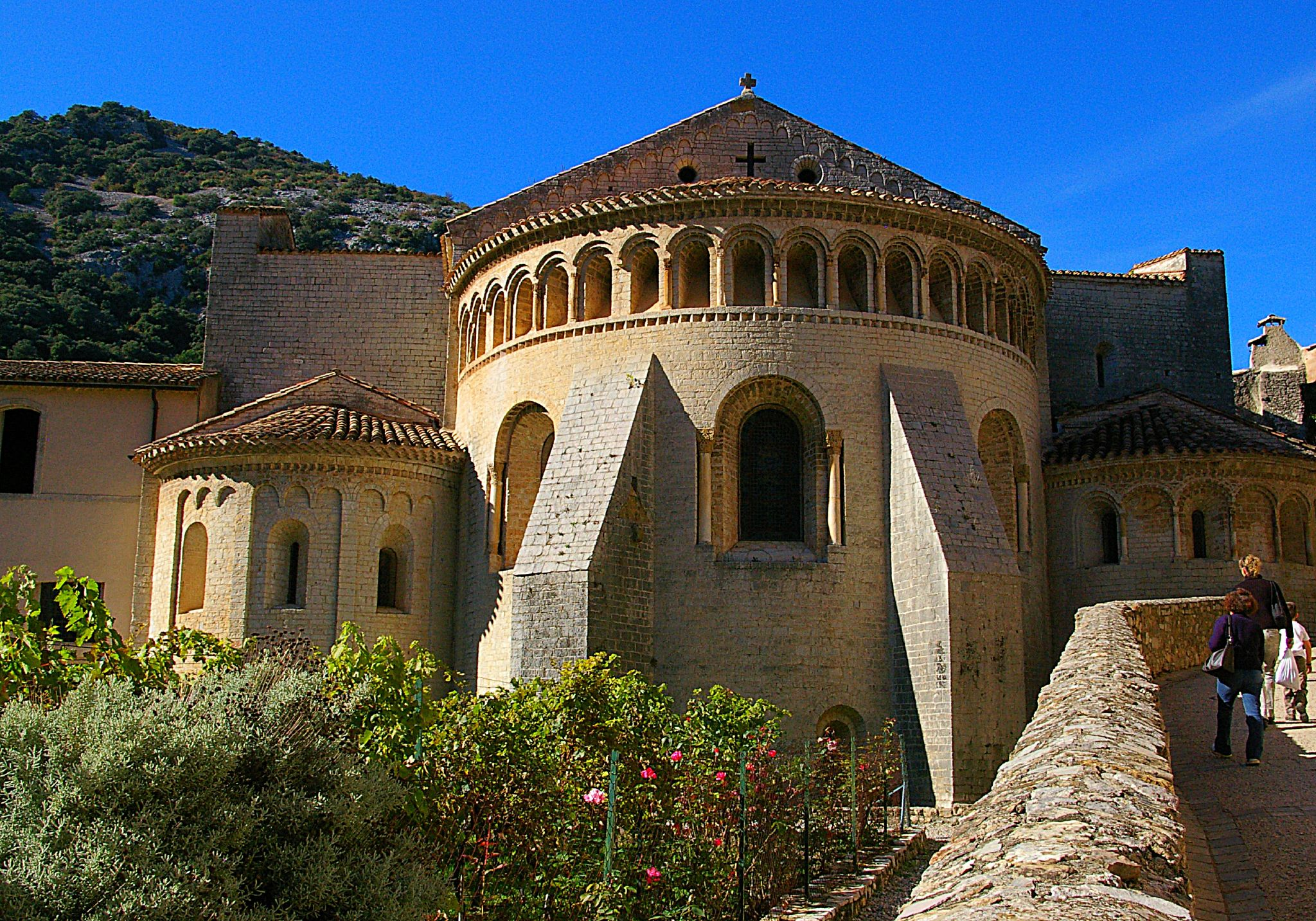
Absidă a abației Saint-Guilhem-le-Désert, fondată de Guillaume în 804.

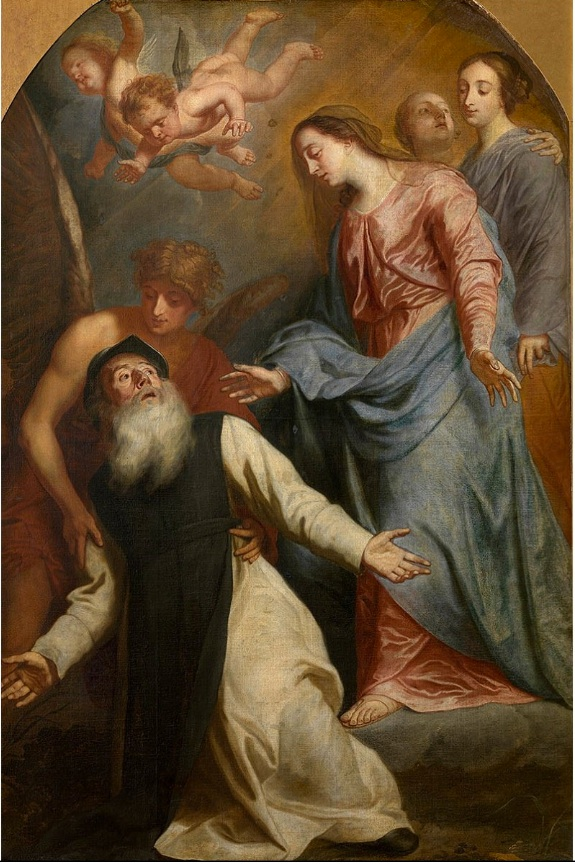
Pictură realizată de pictorul flamand Pieter Thijs, înfățișând pe fecioara Maria ce i se revelează sfântului Guillaume.

Guillaume/Guilhem din Gellone (c.755–28 mai 812 sau 814), cunoscut și ca d'Orange sau ca d'Aquitaine, a fost al doilea conte de Toulouse din 790 până în 811. În 804, a fondat abația Saint-Guilhem-le-Désert. A fost canonizat în 1066 de către Papa Alexandru al II-lea.
În secolul al X-lea sau al XI-lea scrierea hagiografică Vita sancti Willelmi a dus la propagarea legendei lui Guillaume în secolul al XII-lea, devenind eroul celui de-al doilea ciclu din Chanson de geste, cel mai vechi poem fiind Chanson de Guillaume compus în jurul anului 1140. În chansons, el este poreclit Fièrebrace (i.e. braț feroce sau puternic) datorită presupusei sale puteri fizice, precum și Marquis au court nez (i.e. marchizul cu nasul scurt) din cauza rănii suferite în lupta cu un uriaș.

## Guillaume în istorie
Guillaume s-a născut în nordul Franței de azi, la mijlocul secolului al VIII-lea (cândva în intervalul 750-755), fiul lui  Thierry I, conte de Autun, și al soției sale Aude. Cei mai probabil, Guillaume era rudă cu Carol cel Mare ori prin intermediul mamei sale, Aude, presupusă fiică a lui Charles Martel, sau prin tatăl său, Theirry, descendent al Bertadei din Prüm - străbunica lui Carol cel Mare. Cele două ipoteze nu se exclud reciproc. Ca rudă și persoană de încredere, și-a petrecut tinerețea la curtea lui Carol cel Mare. În 788, Chorso, contele de Toulouse, a fost capturat de bascul Adalric, și determinat să depună jurământ de credință ducelui de Gasconia, Lupus al II-lea. După eliberarea sa, Carol cel Mare l-a înlocuit pe Chorso cu Guillaume, care a reușit să-i supună pe gasconi. 
În 793, Hisham I, succesorul lui Abd ar-Rahman I, a proclamat un jihad împotriva creștinilor din nord. Adunând o armată de 100.000 de oameni, jumătate au atacat regatul Asturiei, în timp ce cealaltă jumătate a invadat sudul imperiului Franc, pătrunzând până în Narbonne.
Guillaume a ieșit în întâmpinarea armatei omeiade din Francia, învingând-o inițial. Întâlnind din nou forțele musulmane lângă râul Orbieu, la Villedaigne, a fost învins, însă musulmanii au avut atât de multe pierderi încât s-au retras înapoi în Iberia. În 801, Guillaume comandă, alături de Ludovic cel Pios, atunci rege al Aquitaniei, o mare expediție compusă din: franci, burgunzi, provensali, aquitani, gasconi (basci) și goți, capturând Barcelona de la omeiazi.
În 804, a fondat abația din Gellone (acum Saint-Guilhem-le-Désert) lângă Lodève, în dieceza de Maguelonne (acum arhidieceza de Montpellier). Condusă după regula benedictină, mănăstirea s-a aflat inițial sub controlul lui Benedict de Aniane, a cărui mănăstire, fondată la 784, se afla în apropiere. Printre darurile făcute mănăstirii fondate de el, s-a aflat și o bucată din sfânta Cruce, primită cadou de la Carol cel Mare. Acesta la rândul său primise relicva de la patriarhul Ierusalimului.
În 806, Guillaume s-a retras la Gellone, devenind călugăr, murind la 28 mai 812 (sau 814). 
Guillaume a fost căsătorit de două ori, prima dată cu Cunégonde, iar a doua oară cu Witburge, aceasta din urmă murind înainte de anul 804.  

## Canonizarea
La puțin timp după moartea sa, Guillaume a devenit obiectul de venerație al populației locale. Mănăstirea începe să atragă un număr crescând de pelerini, în special cei ce se îndreptau spre Santiago de Compostela pe ruta Arles. Datorită acestui fapt, trupul său a fost mutat din pronaos, unde fusese inițial îngropat, in spațiul destinat corului (situat între naos și altar), în ciuda opziției abatelui mănăstirii învecinate din Aniane. În 1066, papa Alexandru al II-lea îl canonizează, cultul său răspândindu-se mai ales în zonele învecinate, dar și în teritoriile spaniole stăpânite atunci de franci. 
Se crede că Guillaume a săvârșit mai multe miracole în Gellone, între care alungarea puterilor demonice ce periclitau construcția unui pod deasupra râului Hérault (ce există și astăzi și se numește "podul diavolului"), care leagă Aniane de Saint-Guilhem-le-désert.
Astăzi, mănăstirea se numește Saint-Guilhem-le-Désert, și posedă, într-o raclă de argint, în formă de cruce, presupusul fragment din sfânta Cruce dăruită de Carol cel Mare lui Guillaume.

## Guillaume în literatură
Cel de-al doilea ciclu din Chanson de geste are ca personaj principal pe Guillaume, cuprinzând însă relatări despre întreaga presupusă familie a acestuia. Astfel, al doilea ciclu se mai numește și Geste de Garin de Monglane, acesta din urmă reprezentând strămoșul legendar (bunicul) al eroului Guillaume.  
Fidelitatea lui Guillaume față de Carol cel Mare este dată ca exemplu de loialitate feudală. Faptele de luptă ale lui Guillaume împotriva sarazinilor sunt cântate în poemele epice din secolele XII și XIII, intrând în ciclul Chanson de geste. Astfel, Guillaume din Gellone inspiră crearea personajului Guillaume d'Orange, descendent a lui Garin de Monglane și Ermengart, fiica lui Charles Martel. Sora lui este căsătorită cu Ludovic cel Pios, iar Guillaume, în calitate de conte al mărcii Hispanica, îl învinge pe conducătorul sarazinilor Desramé. În consecință, Carol cel Mare îl numește duce de Gothia, Toulouse și Aquitania, luând orașul Orange ca reședință și căsătorindu-se în cele din urmă cu neofita Orable, fiica lui Desramé, care anterior guvernase orașul. Ulterior, Guillaume d'Orange este înfrânt temporar în prima bătălie de la Aliscans, dar în cele din urmă îi alungă definitiv pe sarazini învingându-i în a doua bătălie desfășurată în același loc. 